# Euaphonus peruvianus
Euaphonus peruvianus är en insektsart som först beskrevs av Henri Saussure 1874.  Euaphonus peruvianus ingår i släktet Euaphonus och familjen syrsor. Inga underarter finns listade i Catalogue of Life.